# Temburong
Temburong är ett distrikt i Brunei. Det ligger i den östra delen av landet. Antalet invånare är 10 908. Arean är 1 304 kvadratkilometer.
Terrängen i Temburong är varierad.
Temburong delas in i:
- Amo
- Mukim Bangar
- Batu Apoi
- Bokok
- Labu

Följande samhällen finns i Temburong:
- Bangar

I Temburong District växer i huvudsak städsegrön lövskog. Tropiskt regnskogsklimat råder i trakten.